# Campeonato Paraguayo de Fútbol 1945
El Campeonato Paraguayo de Fútbol de 1944 fue la trigésima quinta edición del principal torneo de fútbol de Paraguay.
El campeón del torneo fue el Club Libertad quienes obtuvieron su quinto campeonato en la primera categoría.

## Desarrollo
|  | Campeón. |

| Pos. | País                  | Partidos | Partidos | Partidos  | Partidos | Puntos |
| Pos. | País                  | Jugados  | Ganados  | Empatados | Perdidos | Puntos |
| ---- | --------------------- | -------- | -------- | --------- | -------- | ------ |
| 1    | Club Libertad         | 18       | 13       | 1         | 4        | 27     |
| 2    | Club Cerro Porteño    | 18       | 11       | 2         | 5        | 24     |
| 3    | Club Presidente Hayes | 18       | 8        | 4         | 6        | 20     |
| 4    | Club Sol de América   | 18       | 9        | 2         | 7        | 20     |
| 5    | Club Olimpia          | 18       | 8        | 4         | 6        | 20     |
| 6    | Club Nacional         | 18       | 7        | 4         | 7        | 18     |
| 7    | Club Guaraní          | 18       | 9        | 0         | 9        | 18     |
| 8    | Atlántida Sports Club | 18       | 5        | 2         | 11       | 12     |
| 9    | Sportivo Luqueño      | 18       | 5        | 1         | 12       | 11     |
| 10   | Club River Plate      | 18       | 4        | 2         | 12       | 10     |

| Bandera de Paraguay   |
| Campeón Club Libertad |
| Quinto título         |